# Monster Energy NASCAR Cup Series de 2018

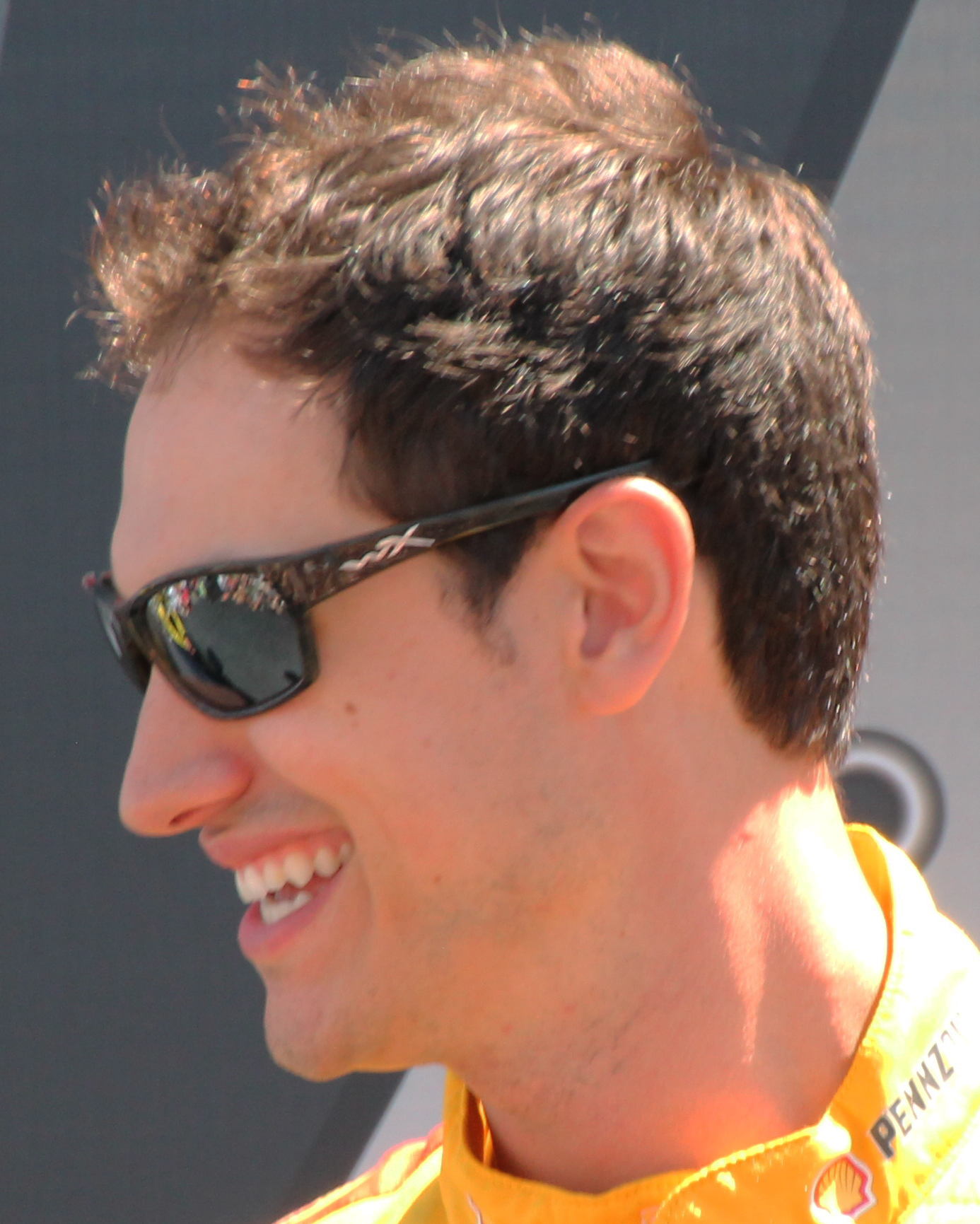
Joey Logano, o campeão da temporada

A Temporada de 2018 da Monster Energy NASCAR Cup Series é a 70ª da história da NASCAR.
O campeonato é disputado ao longo de 36 corridas, começando com a etapa de Daytona e terminando em Homestead. Dessas etapas, as 10 últimas representam o Chase, onde os 16 melhores pilotos nas 26 primeiras corridas disputam, em um sistema semelhante ao mata-mata, o título da temporada.

## Temporada Completa

### Equipes com Charter
| Fabricante                    | Equipe                    | No. | Piloto                  | Chefe de Equipe                             |
| ----------------------------- | ------------------------- | --- | ----------------------- | ------------------------------------------- |
| Chevrolet                     | Chip Ganassi Racing       | 1   | Jamie McMurray          | Matt McCall                                 |
| Chevrolet                     | Chip Ganassi Racing       | 42  | Kyle Larson             | Chad Johnston                               |
| Chevrolet                     | Germain Racing            | 13  | Ty Dillon               | Matt Borland                                |
| Chevrolet                     | Hendrick Motorsports      | 9   | Chase Elliott           | Alan Gustafson                              |
| Chevrolet                     | Hendrick Motorsports      | 24  | William Byron (R)       | Darian Grubb                                |
| Chevrolet                     | Hendrick Motorsports      | 48  | Jimmie Johnson          | Chad Knaus                                  |
| Chevrolet                     | Hendrick Motorsports      | 88  | Alex Bowman             | Greg Ives                                   |
| Chevrolet                     | JTG Daugherty Racing      | 37  | Chris Buescher          | Trent Owens                                 |
| Chevrolet                     | JTG Daugherty Racing      | 47  | A. J. Allmendinger      | Tristan Smith                               |
| Chevrolet                     | Leavine Family Racing     | 95  | Kasey Kahne 25          | Travis Mack 15 Jon Leonard 21               |
| Chevrolet                     | Leavine Family Racing     | 95  | Regan Smith 11          | Travis Mack 15 Jon Leonard 21               |
| Chevrolet                     | Premium Motorsports       | 15  | Danica Patrick 1        | Tony Eury Jr. 1                             |
| Chevrolet                     | Premium Motorsports       | 15  | Ross Chastain 33        | Todd Parrott 1 Pat Tryson 34                |
| Chevrolet                     | Premium Motorsports       | 15  | Justin Marks 2          | Todd Parrott 1 Pat Tryson 34                |
| Chevrolet                     | Richard Childress Racing  | 3   | Austin Dillon           | Justin Alexander                            |
| Chevrolet                     | Richard Childress Racing  | 31  | Ryan Newman             | Luke Lambert                                |
| Chevrolet                     | Richard Petty Motorsports | 43  | Darrell Wallace Jr. (R) | Drew Blickensderfer                         |
| Chevrolet                     | StarCom Racing            | 00  | Jeffrey Earnhardt 5     | Tony Furr 16 Jonas Bell 1 Rick Bourgeois 19 |
| Chevrolet                     | StarCom Racing            | 00  | Landon Cassill 25       | Tony Furr 16 Jonas Bell 1 Rick Bourgeois 19 |
| Chevrolet                     | StarCom Racing            | 00  | Joey Gase 5             | Tony Furr 16 Jonas Bell 1 Rick Bourgeois 19 |
| Chevrolet                     | StarCom Racing            | 00  | Tomy Drissi 1           | Tony Furr 16 Jonas Bell 1 Rick Bourgeois 19 |
| Chevrolet                     | TriStar Motorsports       | 72  | Corey LaJoie 23         | Frankie Kerr                                |
| Chevrolet                     | TriStar Motorsports       | 72  | Cole Whitt 13           | Frankie Kerr                                |
| Ford                          | Front Row Motorsports     | 34  | Michael McDowell        | Derrick Finley                              |
| Ford                          | Front Row Motorsports     | 38  | David Ragan             | Seth Barbour                                |
| Ford                          | Go Fas Racing             | 32  | Matt DiBenedetto        | Gene Nead 2 Randy Cox 34                    |
| Ford                          | Roush Fenway Racing       | 6   | Trevor Bayne 21         | Matt Puccia                                 |
| Ford                          | Roush Fenway Racing       | 6   | Matt Kenseth 15         | Matt Puccia                                 |
| Ford                          | Roush Fenway Racing       | 17  | Ricky Stenhouse Jr.     | Brian Pattie                                |
| Ford                          | Stewart-Haas Racing       | 4   | Kevin Harvick           | Rodney Childers 34 Tony Gibson 2            |
| Ford                          | Stewart-Haas Racing       | 10  | Aric Almirola           | Johnny Klausmeier                           |
| Ford                          | Stewart-Haas Racing       | 14  | Clint Bowyer            | Mike Bugarewicz                             |
| Ford                          | Stewart-Haas Racing       | 41  | Kurt Busch              | Billy Scott                                 |
| Ford                          | Team Penske               | 2   | Brad Keselowski         | Paul Wolfe                                  |
| Ford                          | Team Penske               | 12  | Ryan Blaney             | Jeremy Bullins                              |
| Ford                          | Team Penske               | 22  | Joey Logano             | Todd Gordon                                 |
| Ford                          | Wood Brothers Racing      | 21  | Paul Menard             | Greg Erwin                                  |
| Toyota                        | Furniture Row Racing      | 78  | Martin Truex Jr.        | Cole Pearn                                  |
| Toyota                        | Joe Gibbs Racing          | 11  | Denny Hamlin            | Mike Wheeler                                |
| Toyota                        | Joe Gibbs Racing          | 18  | Kyle Busch              | Adam Stevens                                |
| Toyota                        | Joe Gibbs Racing          | 19  | Daniel Suárez           | Scott Graves 30 Dave Rogers 6               |
| Toyota                        | Joe Gibbs Racing          | 20  | Erik Jones              | Chris Gayle                                 |
| Toyota 34 Ford 2              | BK Racing                 | 23  | Gray Gaulding 17        | Rick Bourgeois 17 Tony Furr 19              |
| Toyota 34 Ford 2              | BK Racing                 | 23  | J. J. Yeley 13          | Rick Bourgeois 17 Tony Furr 19              |
| Toyota 34 Ford 2              | BK Racing                 | 23  | Blake Jones 3           | Rick Bourgeois 17 Tony Furr 19              |
| Toyota 34 Ford 2              | BK Racing                 | 23  | Spencer Gallagher 1     | Rick Bourgeois 17 Tony Furr 19              |
| Toyota 34 Ford 2              | BK Racing                 | 23  | Joey Gase 1             | Rick Bourgeois 17 Tony Furr 19              |
| Toyota 34 Ford 2              | BK Racing                 | 23  | Alon Day 1              | Rick Bourgeois 17 Tony Furr 19              |
| Chevrolet 23 Ford 11 Toyota 2 | Rick Ware Racing          | 51  | Justin Marks 1          | Pat Tryson 1 Ken Evans 34 George Church 1   |
| Chevrolet 23 Ford 11 Toyota 2 | Rick Ware Racing          | 51  | Harrison Rhodes 5       | Pat Tryson 1 Ken Evans 34 George Church 1   |
| Chevrolet 23 Ford 11 Toyota 2 | Rick Ware Racing          | 51  | Cole Custer 3           | Pat Tryson 1 Ken Evans 34 George Church 1   |
| Chevrolet 23 Ford 11 Toyota 2 | Rick Ware Racing          | 51  | Timmy Hill 3            | Pat Tryson 1 Ken Evans 34 George Church 1   |
| Chevrolet 23 Ford 11 Toyota 2 | Rick Ware Racing          | 51  | Cody Ware 3             | Pat Tryson 1 Ken Evans 34 George Church 1   |
| Chevrolet 23 Ford 11 Toyota 2 | Rick Ware Racing          | 51  | B. J. McLeod 13         | Pat Tryson 1 Ken Evans 34 George Church 1   |
| Chevrolet 23 Ford 11 Toyota 2 | Rick Ware Racing          | 51  | Chris Cook 1            | Pat Tryson 1 Ken Evans 34 George Church 1   |
| Chevrolet 23 Ford 11 Toyota 2 | Rick Ware Racing          | 51  | Ray Black Jr. 1         | Pat Tryson 1 Ken Evans 34 George Church 1   |
| Chevrolet 23 Ford 11 Toyota 2 | Rick Ware Racing          | 51  | Josh Bilicki 1          | Pat Tryson 1 Ken Evans 34 George Church 1   |
| Chevrolet 23 Ford 11 Toyota 2 | Rick Ware Racing          | 51  | Reed Sorenson 1         | Pat Tryson 1 Ken Evans 34 George Church 1   |
| Chevrolet 23 Ford 11 Toyota 2 | Rick Ware Racing          | 51  | David Starr 1           | Pat Tryson 1 Ken Evans 34 George Church 1   |
| Chevrolet 23 Ford 11 Toyota 2 | Rick Ware Racing          | 51  | Stanton Barrett 1       | Pat Tryson 1 Ken Evans 34 George Church 1   |
| Chevrolet 23 Ford 11 Toyota 2 | Rick Ware Racing          | 51  | Jeb Burton 1            | Pat Tryson 1 Ken Evans 34 George Church 1   |
| Chevrolet 23 Ford 11 Toyota 2 | Rick Ware Racing          | 51  | Joey Gase 1             | Pat Tryson 1 Ken Evans 34 George Church 1   |

## Temporada Limitada
| Fabricante                   | Equipe                   | No. | Piloto            | Chefe de Equipe                                                      | Rodada(s) |
| ---------------------------- | ------------------------ | --- | ----------------- | -------------------------------------------------------------------- | --------- |
| Chevrolet                    | Beard Motorsports        | 62  | Brendan Gaughan   | Darren Shaw                                                          | 4         |
| Chevrolet                    | NY Racing Team           | 7   | J. J. Yeley       | George Church                                                        | 1         |
| Chevrolet                    | Premium Motorsports      | 7   | J. J. Yeley       | Todd Parrott 15 Peter Sospenzo 11                                    | 2         |
| Chevrolet                    | Premium Motorsports      | 7   | D. J. Kennington  | Todd Parrott 15 Peter Sospenzo 11                                    | 3         |
| Chevrolet                    | Premium Motorsports      | 7   | Reed Sorenson     | Todd Parrott 15 Peter Sospenzo 11                                    | 6         |
| Chevrolet                    | Premium Motorsports      | 7   | Jeffrey Earnhardt | Todd Parrott 15 Peter Sospenzo 11                                    | 1         |
| Chevrolet                    | Premium Motorsports      | 7   | Jesse Little      | Todd Parrott 15 Peter Sospenzo 11                                    | 1         |
| Chevrolet                    | Premium Motorsports      | 7   | Garrett Smithley  | Todd Parrott 15 Peter Sospenzo 11                                    | 1         |
| Chevrolet                    | Premium Motorsports      | 7   | Ross Chastain     | Todd Parrott 15 Peter Sospenzo 11                                    | 1         |
| Chevrolet                    | Premium Motorsports      | 7   | Hermie Sadler     | Todd Parrott 15 Peter Sospenzo 11                                    | 1         |
| Chevrolet                    | Premium Motorsports      | 55  | Joey Gase         | Todd Parrott 15 Peter Sospenzo 11                                    | 1         |
| Chevrolet                    | Premium Motorsports      | 55  | Reed Sorenson     | Todd Parrott 15 Peter Sospenzo 11                                    | 7         |
| Chevrolet                    | Premium Motorsports      | 55  | J. J. Yeley       | Todd Parrott 15 Peter Sospenzo 11                                    | 1         |
| Chevrolet                    | Premium Motorsports      | 55  | Jeffrey Earnhardt | Todd Parrott 15 Peter Sospenzo 11                                    | 1         |
| Chevrolet                    | Richard Childress Racing | 8   | Daniel Hemric     | Brandon Thomas                                                       | 2         |
| Chevrolet                    | StarCom Racing           | 99  | Derrike Cope      | Domenick Turse 3 Jonas Bell 2 Derrike Cope 1 Wayne Carroll Jr. 12    | 3         |
| Chevrolet                    | StarCom Racing           | 99  | Garrett Smithley  | Domenick Turse 3 Jonas Bell 2 Derrike Cope 1 Wayne Carroll Jr. 12    | 2         |
| Chevrolet                    | StarCom Racing           | 99  | Kyle Weatherman   | Domenick Turse 3 Jonas Bell 2 Derrike Cope 1 Wayne Carroll Jr. 12    | 7         |
| Chevrolet                    | StarCom Racing           | 99  | Landon Cassill    | Domenick Turse 3 Jonas Bell 2 Derrike Cope 1 Wayne Carroll Jr. 12    | 4         |
| Chevrolet                    | StarCom Racing           | 99  | Gray Gaulding     | Domenick Turse 3 Jonas Bell 2 Derrike Cope 1 Wayne Carroll Jr. 12    | 2         |
| Ford                         | RBR Enterprises          | 92  | David Gilliland   | Mike Hester                                                          | 1         |
| Ford                         | RBR Enterprises          | 92  | Timothy Peters    | Mike Hester                                                          | 2         |
| Toyota                       | Gaunt Brothers Racing    | 96  | D. J. Kennington  | Mark Hillman                                                         | 7         |
| Toyota                       | Gaunt Brothers Racing    | 96  | Parker Kligerman  | Mark Hillman                                                         | 4         |
| Toyota                       | Gaunt Brothers Racing    | 96  | Jeffrey Earnhardt | Mark Hillman                                                         | 10        |
| Toyota                       | Gaunt Brothers Racing    | 96  | Jesse Little      | Mark Hillman                                                         | 1         |
| Toyota                       | Obaika Racing            | 97  | David Starr       | Dan Stillman                                                         | 2         |
| Toyota                       | Obaika Racing            | 97  | Tanner Berryhill  | Dan Stillman                                                         | 2         |
| Ford 1 Toyota 19 Chevrolet 1 | MBM Motorsports          | 66  | Mark Thompson     | Mike Hillman Sr. 4 Robert Scott 12 Gary Showalter 1 Michael Groves 4 | 1         |
| Ford 1 Toyota 19 Chevrolet 1 | MBM Motorsports          | 66  | Chad Finchum      | Mike Hillman Sr. 4 Robert Scott 12 Gary Showalter 1 Michael Groves 4 | 1         |
| Ford 1 Toyota 19 Chevrolet 1 | MBM Motorsports          | 66  | Timmy Hill        | Mike Hillman Sr. 4 Robert Scott 12 Gary Showalter 1 Michael Groves 4 | 19        |
| Chevrolet 3 Ford 3           | Rick Ware Racing         | 52  | Cody Ware         | George Church 5 Ken Evans 1                                          | 1         |
| Chevrolet 3 Ford 3           | Rick Ware Racing         | 52  | B. J. McLeod      | George Church 5 Ken Evans 1                                          | 2         |
| Chevrolet 3 Ford 3           | Rick Ware Racing         | 52  | J. J. Yeley       | George Church 5 Ken Evans 1                                          | 1         |
| Chevrolet 3 Ford 3           | Rick Ware Racing         | 52  | Gray Gaulding     | George Church 5 Ken Evans 1                                          | 1         |
| Chevrolet 3 Ford 3           | Rick Ware Racing         | 52  | Harrison Rhodes   | George Church 5 Ken Evans 1                                          | 1         |

## Calendário
| No.                       | Prova                                       | Circuito                         | Local                        | Data            |
| ------------------------- | ------------------------------------------- | -------------------------------- | ---------------------------- | --------------- |
|                           | Advance Auto Parts Clash                    | Daytona International Speedway   | Daytona Beach                | 11 de Fevereiro |
|                           | Can-Am Duels                                | Daytona International Speedway   | Daytona Beach                | 15 de Fevereiro |
| 1                         | Daytona 500                                 | Daytona International Speedway   | Daytona Beach                | 18 de Fevereiro |
| 2                         | Folds of Honor QuikTrip 500                 | Atlanta Motor Speedway           | Hampton (Geórgia)            | 25 de Fevereiro |
| 3                         | Pennzoil 400                                | Las Vegas Motor Speedway         | Las Vegas                    | 4 de Março      |
| 4                         | TicketGuardian 500                          | ISM Raceway                      | Avondale (Arizona)           | 11 de Março     |
| 5                         | Auto Club 400                               | Auto Club Speedway               | Fontana (Califórnia)         | 18 de Março     |
| 6                         | STP 500                                     | Martinsville Speedway            | Ridgeway (Virgínia)          | 26 de Março     |
| 7                         | O'Reilly Auto Parts 500                     | Texas Motor Speedway             | Fort Worth                   | 8 de Abril      |
| 8                         | Food City 500                               | Bristol Motor Speedway           | Bristol (Tennessee)          | 15-16 de Abril  |
| 9                         | Toyota Owners 400                           | Richmond International Raceway   | Richmond (Virgínia)          | 21 de Abril     |
| 10                        | GEICO 500                                   | Talladega Superspeedway          | Talladega                    | 29 de Abril     |
| 11                        | AAA 400 Drive for Autism                    | Dover International Speedway     | Dover                        | 6 de Maio       |
| 12                        | KC Masterpiece 400                          | Kansas Speedway                  | Kansas City                  | 12 de Maio      |
|                           | Monster Energy Open                         | Charlotte Motor Speedway (Oval)  | Concord (Carolina do Norte)  | 19 de Maio      |
|                           | Monster Energy NASCAR All-Star Race         | Charlotte Motor Speedway (Oval)  | Concord (Carolina do Norte)  | 19 de Maio      |
| 13                        | Coca-Cola 600                               | Charlotte Motor Speedway (Oval)  | Concord (Carolina do Norte)  | 27 de Maio      |
| 14                        | Pocono 400                                  | Pocono Raceway                   | Long Pond                    | 3 de Junho      |
| 15                        | FireKeepers Casino 400                      | Michigan International Speedway  | Brooklyn (Michigan)          | 10 de Junho     |
| 16                        | Toyota/Save Mart 350                        | Sonoma Raceway                   | Sonoma                       | 24 de Junho     |
| 17                        | Overton's 400                               | Chicagoland Speedway             | Joliet (Illinois)            | 1º de Julho     |
| 18                        | Coke Zero Sugar 400                         | Daytona International Speedway   | Daytona Beach                | 7 de Julho      |
| 19                        | Quaker State 400 presented by Walmart       | Kentucky Speedway                | Sparta (Kentucky)            | 14 de Julho     |
| 20                        | Foxwoods Resort Casino 301                  | New Hampshire Motor Speedway     | Loudon                       | 22 de Julho     |
| 21                        | Gander Outdoors 400 (Pocono)                | Pocono Raceway                   | Long Pond                    | 29 de Julho     |
| 22                        | Go Bowling at The Glen                      | Watkins Glen International       | Watkins Glen                 | 5 de Agosto     |
| 23                        | Consumers Energy 400                        | Michigan International Speedway  | Brooklyn (Michigan)          | 12 de Agosto    |
| 24                        | Bass Pro Shops NRA Night Race               | Bristol Motor Speedway           | Bristol (Tennessee)          | 18 de Agosto    |
| 25                        | Bojangles' Southern 500                     | Darlington Raceway               | Darlington (Carolina do Sul) | 2 de Setembro   |
| 26                        | Big Machine Vodka 400 at the Brickyard      | Indianapolis Motor Speedway      | Speedway (Indiana)           | 10 de Setembro  |
| Cup Championship Playoffs |                                             |                                  |                              |                 |
| Round of 16               |                                             |                                  |                              |                 |
| 27                        | South Point 400                             | Las Vegas Motor Speedway         | Las Vegas                    | 16 de Setembro  |
| 28                        | Federated Auto Parts 400                    | Richmond International Raceway   | Richmond (Virgínia)          | 22 de Setembro  |
| 29                        | Bank of America Roval 400                   | Charlotte Motor Speedway (Roval) | Concord (Carolina do Norte)  | 30 de Setembro  |
| Round of 12               |                                             |                                  |                              |                 |
| 30                        | Gander Outdoors 400 (Dover)                 | Dover International Speedway     | Dover                        | 7 de Outubro    |
| 31                        | 1000Bulbs.com 500                           | Talladega Superspeedway          | Talladega                    | 14 de Outubro   |
| 32                        | Hollywood Casino 400                        | Kansas Speedway                  | Kansas City                  | 21 de Outubro   |
| Round of 8                |                                             |                                  |                              |                 |
| 33                        | First Data 500                              | Martinsville Speedway            | Ridgeway (Virgínia)          | 28 de Outubro   |
| 34                        | AAA Texas 500                               | Texas Motor Speedway             | Fort Worth                   | 4 de Novembro   |
| 35                        | Can-Am 500                                  | ISM Raceway                      | Avondale (Arizona)           | 11 de Novembro  |
| Championship 4            |                                             |                                  |                              |                 |
| 36                        | Ford EcoBoost 400 NASCAR World Championship | Homestead-Miami Speedway         | Homestead                    | 18 de Novembro  |

Notas
1. ↑  A corrida de primavera de Martinsville foi adiada de domingo para segunda-feira devido à neve.
2. ↑  A corrida de primavera de Bristol começou no domingo e terminou na segunda-feira devido à chuva.
3. ↑  A Brickyard 400 foi adiada de domingo para segunda-feira devido à chuva.

## Resultados
| No.                       | Corrida                                     | Pole position    | Líder Por Mais Voltas     | Vencedor           | Fabricante |
| ------------------------- | ------------------------------------------- | ---------------- | ------------------------- | ------------------ | ---------- |
| 001 !                     | Advance Auto Parts Clash                    | Austin Dillon    | Brad Keselowski           | Brad Keselowski    | Ford       |
| 002 !                     | Can-Am Duel 1                               | Alex Bowman      | Joey Logano               | Ryan Blaney        | Ford       |
| 003 !                     | Can-Am Duel 2                               | Denny Hamlin     | Chase Elliott             | Chase Elliott      | Chevrolet  |
| 1                         | Daytona 500                                 | Alex Bowman      | Ryan Blaney               | Austin Dillon      | Chevrolet  |
| 2                         | Folds of Honor QuikTrip 500                 | Kyle Busch       | Kevin Harvick             | Kevin Harvick      | Ford       |
| 3                         | Pennzoil 400                                | Ryan Blaney      | Kevin Harvick             | Kevin Harvick      | Ford       |
| 4                         | TicketGuardian 500                          | Martin Truex Jr. | Kyle Busch                | Kevin Harvick      | Ford       |
| 5                         | Auto Club 400                               | Martin Truex Jr. | Martin Truex Jr.          | Martin Truex Jr.   | Toyota     |
| 6                         | STP 500                                     | Martin Truex Jr. | Clint Bowyer              | Clint Bowyer       | Ford       |
| 7                         | O'Reilly Auto Parts 500                     | Kurt Busch       | Kyle Busch                | Kyle Busch         | Toyota     |
| 8                         | Food City 500                               | Kyle Busch       | Kyle Larson               | Kyle Busch         | Toyota     |
| 9                         | Toyota Owners 400                           | Martin Truex Jr. | Martin Truex Jr.          | Kyle Busch         | Toyota     |
| 10                        | GEICO 500                                   | Kevin Harvick    | Joey Logano               | Joey Logano        | Ford       |
| 11                        | AAA 400 Drive for Autism                    | Kyle Larson      | Kevin Harvick             | Kevin Harvick      | Ford       |
| 12                        | KC Masterpiece 400                          | Kevin Harvick    | Kyle Larson               | Kevin Harvick      | Ford       |
| 003 !                     | Monster Energy Open                         | Aric Almirola    | Daniel Suárez             | A. J. Allmendinger | Chevrolet  |
| 004 !                     | Monster Energy NASCAR All-Star Race         | Matt Kenseth     | Kevin Harvick             | Kevin Harvick      | Ford       |
| 13                        | Coca-Cola 600                               | Kyle Busch       | Kyle Busch                | Kyle Busch         | Toyota     |
| 14                        | Pocono 400                                  | Ryan Blaney      | Kevin Harvick             | Martin Truex Jr.   | Toyota     |
| 15                        | FireKeepers Casino 400                      | Kurt Busch       | Kevin Harvick             | Clint Bowyer       | Ford       |
| 16                        | Toyota/Save Mart 350                        | Kyle Larson      | Martin Truex Jr.          | Martin Truex Jr.   | Toyota     |
| 17                        | Overton's 400                               | Paul Menard      | Aric Almirola             | Kyle Busch         | Toyota     |
| 18                        | Coke Zero Sugar 400                         | Chase Elliott    | Ricky Stenhouse Jr.       | Erik Jones         | Toyota     |
| 19                        | Quaker State 400                            | Martin Truex Jr. | Martin Truex Jr.          | Martin Truex Jr.   | Toyota     |
| 20                        | Foxwoods Resort Casino 301                  | Kurt Busch       | Kurt Busch                | Kevin Harvick      | Ford       |
| 21                        | Gander Outdoors 400 (Pocono)                | Daniel Suárez    | Kyle Busch                | Kyle Busch         | Toyota     |
| 22                        | Go Bowling at The Glen                      | Denny Hamlin     | Chase Elliott             | Chase Elliott      | Chevrolet  |
| 23                        | Consumers Energy 400                        | Denny Hamlin     | Kevin Harvick             | Kevin Harvick      | Ford       |
| 24                        | Bass Pro Shops NRA Night Race               | Kyle Larson      | Ryan Blaney               | Kurt Busch         | Ford       |
| 25                        | Bojangles' Southern 500                     | Denny Hamlin     | Kyle Larson               | Brad Keselowski    | Ford       |
| 26                        | Big Machine Vodka 400 at the Brickyard      | Kyle Busch       | Clint Bowyer Denny Hamlin | Brad Keselowski    | Ford       |
| Cup Championship Playoffs |                                             |                  |                           |                    |            |
| Round of 16               |                                             |                  |                           |                    |            |
| 27                        | South Point 400                             | Erik Jones       | Martin Truex Jr.          | Brad Keselowski    | Ford       |
| 28                        | Federated Auto Parts 400                    | Kevin Harvick    | Martin Truex Jr.          | Kyle Busch         | Toyota     |
| 29                        | Bank of America Roval 400                   | Kurt Busch       | Kyle Larson               | Ryan Blaney        | Ford       |
| Round of 12               |                                             |                  |                           |                    |            |
| 30                        | Gander Outdoors 400 (Dover)                 | Kyle Busch       | Kevin Harvick             | Chase Elliott      | Chevrolet  |
| 31                        | 1000Bulbs.com 500                           | Kurt Busch       | Kurt Busch                | Aric Almirola      | Ford       |
| 32                        | Hollywood Casino 400                        | Joey Logano      | Joey Logano               | Chase Elliott      | Chevrolet  |
| Round of 8                |                                             |                  |                           |                    |            |
| 33                        | First Data 500                              | Kyle Busch       | Joey Logano               | Joey Logano        | Ford       |
| 34                        | AAA Texas 500                               | Ryan Blaney      | Kevin Harvick             | Kevin Harvick      | Ford       |
| 35                        | Can-Am 500                                  | Kevin Harvick    | Kyle Busch                | Kyle Busch         | Toyota     |
| Championship 4            |                                             |                  |                           |                    |            |
| 36                        | Ford EcoBoost 400 NASCAR World Championship | Denny Hamlin     | Joey Logano               | Joey Logano        | Ford       |

## Classificação

### Pilotos - Chase
Após 36 de 36 etapas
| Nº | Piloto           | Vitórias | Pontos |
| -- | ---------------- | -------- | ------ |
| 1  | Joey Logano      | 2        | 5040   |
| 2  | Martin Truex Jr. | 0        | 5035   |
| 3  | Kevin Harvick    | 1        | 5034   |
| 4  | Kyle Busch       | 2        | 5033   |
| 5  | Aric Almirola    | 1        | 2354   |
| 6  | Chase Elliott    | 2        | 2350   |
| 7  | Kurt Busch       | 0        | 2350   |
| 8  | Brad Keselowski  | 1        | 2343   |
| 9  | Kyle Larson      | 0        | 2299   |
| 10 | Ryan Blaney      | 1        | 2298   |
| 11 | Denny Hamlin     | 0        | 2285   |
| 12 | Clint Bowyer     | 0        | 2272   |
| 13 | Austin Dillon    | 0        | 2245   |
| 14 | Jimmie Johnson   | 0        | 2242   |
| 15 | Erik Jones       | 0        | 2220   |
| 16 | Alex Bowman      | 0        | 2204   |

Notas:
- O primeiro critério de classificação é o número de vitórias. Em caso de empate, o número de pontos.

### Fabricantes
Após 36 de 36 etapas
| Pos. | Fabricante | Vitórias | Pontos |
| ---- | ---------- | -------- | ------ |
| 1    | Ford       | 19       | 1310   |
| 2    | Toyota     | 13       | 1286   |
| 3    | Chevrolet  | 4        | 1187   |